# Michal Friedlander
Michal Friedlander ist eine Kulturhistorikerin und Kuratorin. Seit 2001 ist sie Kuratorin für Judaica und Angewandte Kunst am Jüdischen Museum Berlin (JMB).

## Leben
Friedlander war von 1996 bis 2001 Judaica Curator am Judah L. Magnes Museum in Berkeley (heute: The Magnes Collection of Jewish Art and Life).
Vor ihrem Wechsel nach Berlin arbeitete sie in Museen in New York, Los Angeles und Berkeley; ihre Arbeitsschwerpunkte liegen an der Schnittstelle von jüdischer Sachkultur und Identitätsfragen.
Sie ist eine Tochter des Rabbiners Albert H. Friedlander und arbeitet in Berlin an der Vermittlung deutsch-jüdischer Geschichte.

## Wirken
Friedlander kuratiert, erforscht und veröffentlicht zu Judaica, angewandter Kunst und insbesondere zur Provenienzforschung von während der Zeit des Nationalsozialismus entzogenen jüdischen Kulturgütern.
Sie gehörte 2013 zum kuratorischen Team der Ausstellung „The Whole Truth – Everything you always wanted to know about Jews“, in deren Umfeld sie öffentlich Position bezog; die Schau wurde international diskutiert.
Mit „Tonalities. Jewish Women Ceramicists from Germany after 1933“ stellte sie 2013 Forschungsergebnisse zu Emigration und Werk deutsch-jüdischer Keramikerinnen nach 1933 vor.
Zur Ausstellung „Weihnukka. Geschichten von Weihnachten und Chanukka“ (2005/2006) trug sie Konzeption und wissenschaftliche Arbeit mit bei; zudem verfasste sie Beiträge für den begleitenden Katalog.
Für „Koscher & Co. – Über Essen und Religion“ (2009/2010) war sie einer der Herausgeber des Ausstellungskatalogs des JMB.
2020 wirkte sie an der Neukonzeption der JMB-Dauerausstellung „Jüdisches Leben in Deutschland: Vergangenheit und Gegenwart“ mit.
Als Kuratorin verantwortet sie 2025 die Ausstellung „Widerstände. Jüdische Designerinnen der Moderne“ (11. Juli bis 23. November 2025, JMB), die Leben und Werk von mehr als 60 Gestalterinnen vorstellt. Begleitend gab sie den Katalog „Widerstände. Jüdische Designerinnen der Moderne“ (Hirmer 2025) heraus und steuerte einen Essay bei; Presse und Fachwelt würdigten die editorische Arbeit. Die Ausstellung verbindet Friedlanders jahrelange Recherchen zu bislang marginalisierten jüdischen Designerinnen mit einer Präsentation von über 400 Objekten in zehn thematischen Kapiteln.
Fachlich veröffentlichte sie u. a. den Beitrag „From Object to Subject – Representing Jews and Jewishness at the Jewish Museum Berlin“ (2020) und beteiligte sich am „Handbook on Judaica Provenance Research“ (2019).

## Schriften
- Widerstände. Jüdische Designerinnen der Moderne. Hirmer, München 2025. ISBN  978-3-7774-4623-3